# アーティスト・プロデュース・スーパー・エディション
『アーティスト・プロデュース・スーパー・エディション』（Artist Produce Super Edition）は、JFN系列27局で放送されているジャパンエフエムネットワーク制作のラジオ番組である。放送基準日は毎週金曜 19:00 - 19:55。

## 概要
この番組は、シングルやアルバムをリリースするアーティストが月替りで出演する番組である。月によって担当のアーティストの名を冠し「○○（アーティスト名）・プロデュース・スーパー・エディション」となる。
長寿番組とあって、この番組に複数回にわたって出演するアーティストも数多い。2020年の場合、既に担当したことのあるアーティストと初めて担当するアーティストの比率はそれぞれ半数ずつとなっている（出演アーティストの項も参照）。

## 出演アーティスト

### 2000年代
2001年
- 5月 DA PUMP
- 6月 藤井フミヤ
- 7月 平井堅
- 8月 コブクロ
- 9月 Do As Infinity
- 10月 SING LIKE TALKING
- 11月 CHEMISTRY
- 12月 及川光博

2002年
- 1月 hitomi
- 2月 ゆず
- 3月 鬼束ちひろ
- 4月 ウルフルズ
- 5月 渡辺美里
- 6月 山崎まさよし
- 7月 河村隆一
- 8月 古内東子
- 9月 aiko
- 10月 矢井田瞳
- 11月 角松敏生
- 12月 CHAGE and ASKA

2003年
- 1月 平井堅
- 2月 藤木直人
- 3月 ポルノグラフィティ
- 4月 T.M.Revolution
- 5月 スガシカオ
- 6月 m-flo×Crystal Kay
- 7月 山崎まさよし
- 8月 Vibes
- 9月 元ちとせ
- 10月 ケツメイシ
- 11月 中島美嘉
- 12月 大沢誉志幸

2004年
- 1月 KICK THE CAN CREW
- 2月 CHEMISTRY
- 3月 LOVE PSYCHEDELICO
- 4月 TM NETWORK
- 5月 MY LITTLE LOVER
- 6月 クレイジーケンバンド
- 7月 THE BOOM
- 8月 BUMP OF CHICKEN
- 9月 SOPHIA
- 10月 奥田民生
- 11月 ORIGINAL LOVE
- 12月 DREAMS COME TRUE

2005年
- 1月 スピッツ
- 2月 YUKI
- 3月 aiko
- 4月 郷ひろみ
- 5月 ポルノグラフィティ
- 6月 布袋寅泰
- 7月 浜田省吾
- 8月 矢井田瞳
- 9月 Dragon Ash
- 10月 UA
- 11月 平原綾香
- 12月 平井堅

2006年
- 1月 一青窈
- 2月 Crystal Kay
- 3月 ウルフルズ
- 4月 LOVE PSYCHEDELICO
- 5月 レミオロメン
- 6月 Puffy
- 7月 Every Little Thing
- 8月 UA×菊地成孔
- 9月 コブクロ
- 10月 今井美樹
- 11月 MY LITTLE LOVER
- 12月 布袋寅泰

2007年
- 1月 CHAGE and ASKA
- 2月 木村カエラ
- 3月 中島美嘉
- 4月 m-flo
- 5月 175R
- 6月 Crystal Kay
- 7月 LOVE PSYCHEDELICO
- 8月 クレイジーケンバンド横山剣
- 9月 アンジェラ・アキ
- 10月 斉藤和義
- 11月 大塚愛
- 12月 AI

2008年
- 1月 奥田民生
- 2月 BoA
- 3月 KREVA
- 4月 電気グルーヴ
- 5月 スガシカオ
- 6月 the pillows
- 7月 大橋卓弥
- 8月 宮沢和史
- 9月 MONKEY MAJIK
- 10月 藤井フミヤ
- 11月 秦基博
- 12月 中島美嘉

2009年
- 1月 テイ・トウワ
- 2月 アンジェラ・アキ
- 3月 レミオロメン
- 4月 JUJU
- 5月 エレファントカシマシ
- 6月 ハナレグミ
- 7月 キマグレン
- 8月 Superfly
- 9月 Crystal Kay
- 10月 AI
- 11月 スキマスイッチ
- 12月 ASIAN KUNG-FU GENERATION

### 2010年代
2010年
- 1月 NOKKO
- 2月 木村カエラ
- 3月 JUJU
- 4月 9mm Parabellum Bullet
- 5月 スガシカオ
- 6月 怒髪天
- 7月 MONKEY MAJIK
- 8月 くるり
- 9月 アンジェラ・アキ
- 10月 秦基博
- 11月 浅井健一[4]
- 12月 Dragon Ash

2011年
- 1月 Every Little Thing
- 2月 小泉今日子
- 3月 クラムボン
- 4月 SING LIKE TALKING
- 5月 矢井田瞳
- 6月 ゴスペラーズ
- 7月 BEGIN
- 8月 渡辺美里
- 9月 KREVA
- 10月 木村カエラ
- 11月 Chara
- 12月 JUJU

2012年
- 1月 植村花菜
- 2月 YUKI
- 3月 クレイジーケンバンド横山剣
- 4月 ナオト・インティライミ
- 5月 真心ブラザーズ
- 6月 一青窈
- 7月 藤井フミヤ
- 8月 スキマスイッチ
- 9月 ASIAN KUNG-FU GENERATION
- 10月 石井竜也
- 11月 ゴスペラーズ
- 12月 Ken Yokoyama[5]

2013年
- 1月 THE BAWDIES
- 2月 中島美嘉
- 3月 MONGOL800
- 4月 LOVE PSYCHEDELICO
- 5月 クレイジーケンバンド横山剣
- 6月 ナオト・インティライミ
- 7月 雅-MIYAVI-
- 8月 AI
- 9月 スピッツ
- 10月 サンボマスター
- 11月 GLAY
- 12月 森山直太朗

2014年
- 1月 黒夢
- 2月 HY
- 3月 アンジェラ・アキ
- 4月 UNICORN
- 5月 ウルフルズ
- 6月 大塚愛
- 7月 KREVA
- 8月 ケツメイシ
- 9月 the pillows
- 10月 TM NETWORK
- 11月 GLAY
- 12月 JUJU

2015年
- 1月 MONKEY MAJIK
- 2月 KANA-BOON
- 3月 ONE OK ROCK
- 4月 MIYAVI
- 5月 Superfly
- 6月 ASIAN KUNG-FU GENERATION
- 7月 w-inds.
- 8月 Aqua Timez
- 9月 Ken Yokoyama
- 10月 BEGIN
- 11月 秦基博
- 12月 back number

2016年
- 1月 GLAY
- 2月 flumpool
- 3月 SCANDAL
- 4月 スキマスイッチ
- 5月 家入レオ
- 6月 kōkua
- 7月 ゴスペラーズ
- 8月 クレイジーケンバンド横山剣
- 9月 クリス・ハート
- 10月 KANA-BOON
- 11月 ケツメイシ
- 12月 森山直太朗

2017年
- 1月 THE COLLECTORS
- 2月 中島美嘉
- 3月 エレファントカシマシ
- 4月 YUKI
- 5月 ウルフルズ
- 6月 怒髪天
- 7月 GLAY
- 8月 三浦大知
- 9月 藤井隆
- 10月 一青窈
- 11月 CHEMISTRY
- 12月 大原櫻子

2018年
- 1月 石野卓球
- 2月 SCANDAL
- 3月 BLUE ENCOUNT
- 4月 THE BAWDIES
- 5月 THE ORAL CIGARETTES
- 6月 Superfly
- 7月 水曜日のカンパネラ
- 8月 森山直太朗
- 9月 真心ブラザーズ
- 10月 ストレイテナー
- 11月 絢香
- 12月 ASIAN KUNG-FU GENERATION

2019年
- 1月 DEAN FUJIOKA
- 2月 大橋トリオ
- 3月 UNICORN
- 4月 THE YELLOW MONKEY
- 5月 EXILE SHOKICHI
- 6月 aiko
- 7月 SHISHAMO
- 8月 クレイジーケンバンド
- 9月 KREVA
- 10月 Official髭男dism
- 11月 KIRINJI
- 12月 秦基博

### 2020年代
2020年
- 1月 Chara+YUKI
- 2月 宮本浩次
- 3月 GLAY
- 4月 JUJU
- 5月 THE ORAL CIGARETTES
- 6月 サニーデイ・サービス
- 7月 WANIMA
- 8月 C&K
- 9月 ナオト・インティライミ
- 10月 原田知世
- 11月 布袋寅泰
- 12月 中島美嘉

2021年
- 1月 家入レオ
- 2月 ヤバイTシャツ屋さん
- 3月 斉藤和義
- 4月 ハナレグミ
- 5月 Ken Yokoyama
- 6月 SHISHAMO
- 7月 緑黄色社会
- 8月 UNICORN
- 9月 黒猫同盟[6]
- 10月 山崎まさよし
- 11月 GLAY
- 12月 DEAN FUJIOKA

2022年
- 1月 布袋寅泰
- 2月 JUJU
- 3月 鈴木雅之
- 4月 レキシ
- 5月 夏川りみ
- 6月 Dragon Ash
- 7月 マカロニえんぴつ
- 8月 川崎鷹也
- 9月 西川貴教
- 10月 LOVE PSYCHEDELICO
- 11月 Original Love 田島貴男
- 12月 EXILE[7]

2023年
- 1月 氣志團・綾小路翔
- 2月 YUKI
- 3月 秦基博
- 4月 斉藤和義
- 5月 山本彩
- 6月 ジェニーハイ
- 7月 スキマスイッチ
- 8月 Aimer
- 9月 milet
- 10月 04 Limited Sazabys
- 11月 UNICORN
- 12月 Awich

2024年
- 1月 横山健
- 2月 ケツメイシ
- 3月 Awesome City Club
- 4月 Novelbright
- 5月 Tani Yuuki[8]
- 6月 YUKI
- 7月 スキマスイッチ
- 8月 Official髭男dism
- 9月 aiko
- 10月 GLAY
- 11月 秦基博
- 12月 Kroi

2025年
- 1月 すとぷり
- 2月 Omoinotake
- 3月 HY
- 4月 須田景凪
- 5月 Novelbright
- 6月 ano[9]
- 7月 FLYING KIDS
- 8月 ナナヲアカリ

## ネット局
2025年4月現在で、JFN加盟38局のうち25局がネットしており、本項目ではTOKYO FMが系列局で最初に最新回が放送されるため同局を最上部に記す。
先行ネット、同時ネット、遅れネットの局の順で記載。
全局、ウェブブラウザまたはスマートフォン・タブレット・スマートテレビなどのアプリを介して「radiko」（無料のリアルタイムまたはタイムフリー）・「radikoプレミアム」（有料のエリアフリー）で聴取可能。
また、AuDeeでは放送終了後に「放送後記」と題したトークコーナーを配信している。

### 現在
| 放送対象地域   | 放送局名                                    | 放送時間               | 備考          |
| -------------- | ------------------------------------------- | ---------------------- | ------------- |
| 東京都         | エフエム東京（TOKYO FM）                    | 毎週木曜 5:00 - 5:55   | [ 11 ] [ 12 ] |
| 鹿児島県       | エフエム鹿児島（μFM）                       | 毎週木曜 21:00 - 21:55 |               |
| 栃木県         | エフエム栃木（RADIO BERRY）                 | 毎週金曜 14:00 - 14:55 |               |
| 群馬県         | エフエム群馬（FM GUNMA）                    | 毎週金曜 19:00 - 19:55 | 基本配信時間  |
| 新潟県         | エフエムラジオ新潟（FM-NIIGATA）            | 毎週金曜 19:00 - 19:55 | 基本配信時間  |
| 長野県         | 長野エフエム放送（FM長野）                  | 毎週金曜 19:00 - 19:55 | 基本配信時間  |
| 富山県         | 富山エフエム放送（FMとやま）                | 毎週金曜 19:00 - 19:55 | 基本配信時間  |
| 福井県         | 福井エフエム放送（FM FUKUI）                | 毎週金曜 19:00 - 19:55 | 基本配信時間  |
| 岐阜県         | エフエム岐阜（FM GIFU）                     | 毎週金曜 19:00 - 19:55 | 基本配信時間  |
| 滋賀県         | エフエム滋賀（e-radio）                     | 毎週金曜 19:00 - 19:55 | 基本配信時間  |
| 島根県・鳥取県 | エフエム山陰（V-air）                       | 毎週金曜 19:00 - 19:55 | 基本配信時間  |
| 山口県         | エフエム山口（FMY）                         | 毎週金曜 19:00 - 19:55 | 基本配信時間  |
| 宮崎県         | エフエム宮崎（JOY FM）                      | 毎週金曜 19:00 - 19:55 | 基本配信時間  |
| 福島県         | エフエム福島（ふくしまFM）                  | 毎週金曜 20:00 - 20:55 |               |
| 石川県         | エフエム石川（HELLO FIVE）                  | 毎週金曜 20:00 - 20:55 | [ 19 ]        |
| 高知県         | エフエム高知（Hi-Six）                      | 毎週金曜 21:00 - 21:55 | [ 20 ]        |
| 広島県         | 広島エフエム放送（HFM）                     | 毎週土曜 11:00 - 11:55 | [ 21 ]        |
| 山形県         | エフエム山形（Rhythm Station）              | 毎週土曜 12:00 - 12:55 | [ 22 ]        |
| 大分県         | エフエム大分（Air-Radio FM88）              | 毎週土曜 18:00 - 18:55 |               |
| 三重県         | 三重エフエム放送（レディオキューブ FM三重） | 毎週土曜 20:00 - 20:55 |               |
| 兵庫県         | 兵庫エフエム放送（Kiss FM KOBE）            | 毎週土曜 20:00 - 20:55 | [ 23 ]        |
| 宮城県         | エフエム仙台（Date fm）                     | 毎週土曜 21:00 - 21:55 | [ 24 ]        |
| 長崎県         | エフエム長崎（FM Nagasaki）                 | 毎週日曜 18:00 - 18:55 | [ 25 ]        |
| 愛知県         | エフエム愛知（FM AICHI）                    | 毎週月曜 21:00 - 21:55 |               |
| 徳島県         | エフエム徳島（FM TOKUSHIMA）                | 毎週月曜 21:00 - 21:55 |               |

### 過去
| 放送対象地域 | 放送局名                       | 放送時間               | 備考   |
| ------------ | ------------------------------ | ---------------------- | ------ |
| 福岡県       | エフエム福岡（FM FUKUOKA）     | 毎週水曜 25:00 - 25:55 |        |
| 秋田県       | エフエム秋田（AFM）            | 毎週金曜 19:00 - 19:55 | [ 26 ] |
| 香川県       | エフエム香川（FM香川）         | 毎週金曜 19:00 - 19:55 | [ 27 ] |
| 岡山県       | 岡山エフエム放送（FM OKAYAMA） | 毎週日曜 20:00 - 20:55 |        |
| 大阪府       | エフエム大阪（FM大阪）         | 毎週水曜 28:00 - 28:55 | [ 28 ] |
| 熊本県       | エフエム熊本（FMK）            | 毎週金曜 20:00 - 20:55 |        |
| 青森県       | エフエム青森（AFB）            | 毎週金曜 19:00 - 19:55 | [ 29 ] |
| 佐賀県       | エフエム佐賀（FMS）            | 毎週土曜 25:00 - 25:55 | [ 30 ] |
| 岩手県       | エフエム岩手（FM IWATE）       | 毎週金曜 20:00 - 20:55 | [ 31 ] |
| 沖縄県       | エフエム沖縄（FM沖縄）         | 毎週金曜 21:00 - 21:55 | [ 32 ] |